# Ferdinand Buisson
Ferdinand Buisson (París, França 1841 - Thieuloy-Saint-Antoine 1932) fou un acadèmic, pedagog i polític francès. El 1927 va rebre, juntament amb Ludwig Quidde, el Premi Nobel de la Pau, per als seus esforços per a la reconciliació franco-alemanya. Va tenir un paper important en la modernització de l'ensenyament primari francès i el dret de vot de les dones. Les seves idees van influir molt la modernització de l'ensenyament prescolar, inspirat pel moviment Fröbel, durant la Segona República espanyola. Actuava per a instaurar i ensenyar una moral no basada en el dogma, el que no va agradar a l'església que defensava el seu monopoli moral dogmàtic.

## Joventut i estudis
Va néixer el 20 de desembre de 1841 a París, era fill d'un jutge protestant. Va estudiar pedagogia i va obtenir tasques en l'administració pública d'ensenyament. Va haver d'organitzar la instrucció laica en les escoles neutres dels sistema escolar francès, que aspirava a l'ensenyament per a tots, gratuït i laic a l'escola francesa, en un equip de pedàgogs prominents, per iniciativa del ministre de la instrucció pública Jules Ferry. El 1890 va esdevenir professor de pedagogia a la Universitat de La Sorbona.

## Vida política i social
Militant polític socialista, va ocupar diversos anys un escó a la cambra de Diputats com a president de la Lliga dels Drets de l'Home entre 1913 i 1926. Pel seu pacifisme radical-socialista i les idees anticlericals va ser vilipendiat pels periodistes, atacat per clergues i funcionaris conservadors, obligat a deixar càrrecs públics per calúmnies polítiques i, fins i tot, als vuitanta-set anys, severament castigat per un grup d'estudiants que van interrompre una reunió pacifista on feia un pregó.
Fou un partidari fervorós de la Societat de Nacions i pel seu manifest pacifisme el 1927 fou guardonat, junts amb Ludwig Quidde, amb el Premi Nobel de la Pau.
Morí el 16 de febrer de 1932 a casa seva a Thieuloy-Saint-Antoine, al departament francès d'Oise.

## Obres de pedagogia
- Le Christianisme libéral - París: Cherbuliez, 1865
- Sébastien Castellion - París: Hachette, 1892, 2 tomes
- La Religion, la Morale et la Science, quatre conférences- París: Fischbacher, 1900
- Condorcet - París: Alcan, 1929
- Dictionnaire de pédagogique et d'instruction primaire - París: Alcan, 1929
- Education et Republique - París: Kimé, 2003